# Isle of the Dead
 Isle of the Dead és una pel·lícula estatunidenca dirigida per Mark Robson, estrenada el 1945.

## Argument
La història té lloc a una illa grega durant la primera guerra dels Balcans el 1912-1913, quan una epidèmia de pesta obliga a posar els visitants de l'illa en quarantena. Mentre van morint, una jove és acusada de ser una mena de vampir.

## Repartiment
- Boris Karloff: el general Nikolas Pherides
- Ellen Drew: Thea
- Marc Cramer: Oliver Davis
- Katherine Emery: Sra. Mary St. Aubyn
- Helen Thimig: Madame Kyra
- Alan Napier: St. Aubyn
- Jason Robards Sr.: Albrecht
- Ernst Deutsch: el doctor Drossos
- Sherry Hall: el coronel Kobestes
- Erick Hanson: l'oficial
- Skelton Knaggs: Andrew Robbins

## Al voltant de la pel·lícula
- El rodatge ha començat el 14 de juliol de 1944, però va ser interromput des del 22 de juliol per l'hospitalització de Boris Karloff. Les escenes que mancaven van ser rodades de l'1 al 12 de desembre de 1944, però abans que tot l'equip estigués de nou disponible, Boris Karloff i el productor Val Lewton van tenir temps de treballar a El Recuperador de cadàvers (1945), que es va estrenar primer.